# Klaus Bresser

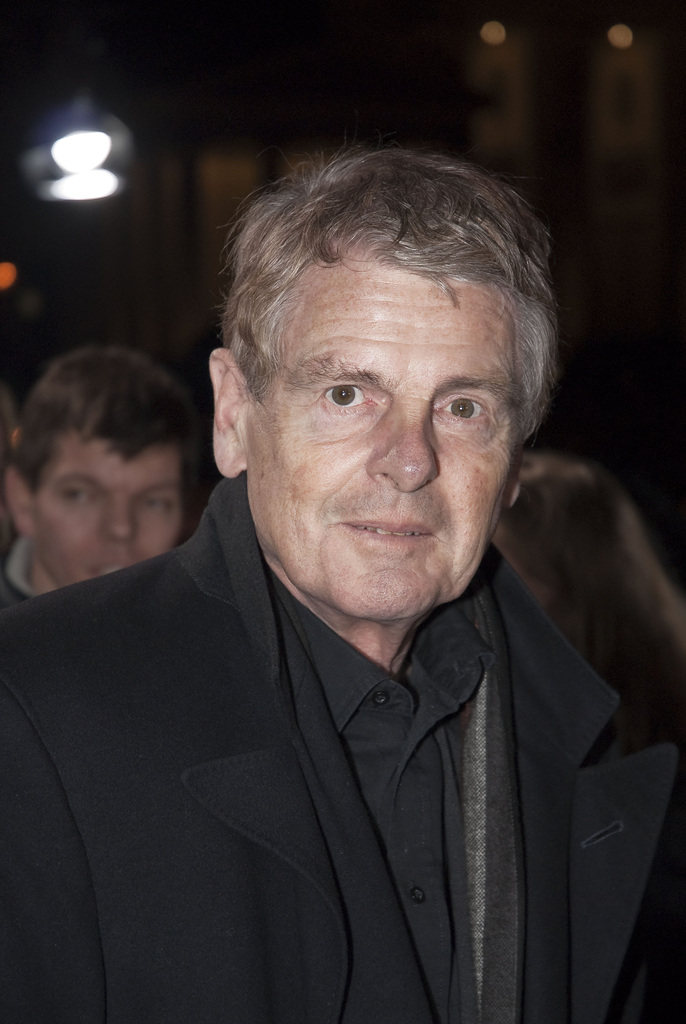
Klaus Bresser auf der Berlinale 2008

Klaus Bresser (* 22. Juli 1936 in Berlin) ist ein deutscher Journalist und Buchautor. Im deutschen Sprachraum bekannt wurde er als Redakteur und Moderator des öffentlich-rechtlichen Fernsehens. Er entwickelte maßgeblich das heute-journal und war „Wegbereiter einiger der größten Nachrichtenformate“. Von 1988 bis 2000 war Bresser Chefredakteur des ZDF.

## Herkunft, Jugend und Studium
Klaus Bresser wurde als Sohn eines Ingenieurs in Berlin geboren. Er besuchte Volksschulen in Berlin, in Kalisch im Reichsgau Wartheland, schließlich in Aachen, wohin seine Eltern im letzten Kriegsjahr geflüchtet waren. Bereits während seiner Schulzeit schrieb er Artikel für die Aachener Volkszeitung und die Aachener Nachrichten. Im Jahr 1956 legte er am Aachener Couven-Gymnasium das Abitur ab. In Köln studierte Bresser Germanistik, Soziologie und Theaterwissenschaften.

## Journalistische Tätigkeit

### Zeitungsjournalist in Köln
Neben dem Studium volontierte Bresser beim Kölner Stadt-Anzeiger und verfasste im Weiteren Reportagen für den twen. Nach dem Studium, im Alter von 26 Jahren, wurde er Chefreporter des Kölner Stadt-Anzeigers und begleitete z. B. den Staatsbesuch John F. Kennedys im Juni 1963 durch Westdeutschland und West-Berlin. Zwei Tage nach der berühmten Rede Kennedys „Ich bin ein Berliner“ vom Podest vor dem Rathaus Schöneberg berichtete Bresser über Nikita Chruschtschows Besuch in Ostberlin am 28. Juni und zitierte aus seiner Ansprache vom Balkon des Roten Rathauses: „In der letzten Zeit sind Ausländer häufig Gäste in Berlin. Die einen fahren in den Westen, die anderen in den Osten. Was haben die Leute aus dem Westen im Gepäck? […] Sie sagen, sie wollten den Kalten Krieg beenden, aber ihre Handlungen beweisen das Gegenteil.“ Bresser titelte: „Kreml-Chef gibt sich in Berlin väterlich“ und wies darauf hin, dass in Chruschtschows Rede der Name Kennedy kein einziges Mal gefallen sei, der Blitzbesuch des Kremls der unerwartet positiven Reaktion der Bevölkerung auf den US-amerikanischen Präsidenten geschuldet.

### Fernsehjournalist beim WDR in Köln
1965 ging Bresser zum WDR und übernahm 1971 die Leitung der Monitor-Redaktion. Zwei Jahre später verantwortete er die Redaktion Aktuelles, entwickelte die Sendereihe Tagesthema, den Vorläufer der ARD Tagesthemen, und moderierte u. a. den Brennpunkt.

### Fernsehjournalist beim ZDF in Wiesbaden und Mainz
Im Dezember 1977 wechselte Bresser zum ZDF. Als Pendant zu den Tagesthemen – beide Sendungen starteten am Abend des 2. Januar 1978 – konzipierte er zusammen mit Dieter Kronzucker und Gustav Trampe das heute-journal, war dessen Leiter und von 1979 bis 1983 Anchorman der Sendung.
Ende 1983 wurde Bresser Hauptredaktionsleiter für den Bereich Innenpolitik. In Anspielung auf die mangelnde Distanz einiger bayerischer Kollegen zum bayerischen Ministerpräsidenten Franz Josef Strauß, mahnte er zur journalistischen Selbstverpflichtung: Diese sollten „nicht Erfüllungsgehilfe der Obrigkeit sein“, sondern „Anwalt der Bürger“. Vor diesem Hintergrund gestaltete Bresser 1985 das Gesprächsformat Was nun, …?, in dem sich jeweils ein führender Politiker den Fragen von ihm und einem der Redaktionsleiter stellte. Gegenüber dem Esquire fasste der parteilose Journalist seinen Grundsatz im Umgang mit Politikern zusammen: Neben einer präzisen Vorbereitung „muss [man] nur wissen, bis wohin man zu weit gehen kann“.
Im halbstündigen Dialogformat Sonntagsgespräch, im Wechsel mit anderen ZDF-Redakteuren, war er Gastgeber von Persönlichkeiten, die im Gegensatz zu Was nun,…? nichts „mit dem täglichen Geschäft der Politik […] oder nur sehr wenig zu tun haben“. So z. B. der MIT-Professor Joseph Weizenbaum. Bresser befragte ihn 1985 zu den Gefahren der KI und seine für ELIZA im Bereich Computerlinguistik entwickelten Algorithmen. Stellvertretend für das Fernsehpublikum erfuhr Bresser von der Hoffnung des kritischen Informatikers, dass seine pessimistische Annahme zu den Auswirkungen dieser Technologien zumindest als Ansporn für einen damit verantwortungsvollen Umgang verstanden werde. Mit Hoimar von Ditfurth thematisierte Bresser 1987 dessen Thesen über die Zerstörung der irdischen Lebensgrundlage durch die Spezies Mensch, und mit Manfred von Ardenne, einem der Chefentwickler des Sowjetischen Atombombenprojekts, zudem Mitglied der Volkskammer, diskutierte er die „Spannung zwischen Fortschritt und Moral, über Gefahren der Kernenergie und des Wettrüstens“. Lediglich Bressers Frage, wen in der DDR der Dresdner Physikprofessor um Erlaubnis gefragt hätte, im Westfernsehen solche Themen besprechen zu dürfen, wurde mit freundlich stummem Blick beantwortet. Im Sinne Es gilt das gesprochene Wort wurde Sonntagsgespräch grundsätzlich unverändert ausgestrahlt.

### Chefredakteur des ZDF
Als Nachfolger von Reinhard Appel wurde Bresser 1988 Chefredakteur des ZDF und erhöhte den Anteil von Informationssendungen des bis dahin eher als Unterhaltungsfernsehen wahrgenommenen Senders. Insbesondere schärfte Bresser das Profil gegenüber den privatrechtlichen Fernsehkanälen. Sein damaliger Mitarbeiter und späterer Nachfolger Peter Frey erinnert den Leitsatz des Journalisten „mit aufrechtem Gang“ aus dessen Interview kurz vor der Amtsübernahme am 1. April 1988: „Je tiefer man sich bückt, desto besser kann man getreten werden.“ In Was nun,…? erhielt Bresser Antworten u. a. 1988 von Willy Brandt zum Thema Individualität in einer solidarischen Gesellschaft, im Dezember 1989 von Helmut Schmidt über den Dilettantismus westlicher Demokratien im Umgang mit der veränderten Situation östlich der innerdeutschen Grenze, den Umbrüchen im Einflussbereich der UdSSR; und 1992 von Michael Gorbatschow über die Dringlichkeit der Abstimmung von Reformprozessen innerhalb der postsowjetischen Staaten.
Unter Bressers Chefredaktion wurden Sendungen wie das ZDF-Morgenmagazin, ZDF-Mittagsmagazin, Politbarometer, Bonn direkt  sowie Frontal mit Hauser und Kienzle eingeführt. Das heute-journal verlängerte Bresser um 10 auf 30 Minuten und setzte ab 1992 den Samstag als zusätzlichen Termin an – Januar 2000 kam der Sonntag hinzu. Anlässlich der Vertragsverlängerung als ZDF-Chefredakteur erklärte er 1992 gegenüber Penthouse seine grundsätzliche Haltung im Umgang mit Informationen im Medium Fernsehen: „Ich möchte das Publikum nicht zu einer Horde von Gaffern und Voyeuren machen. Journalistische Versuche, Sensation und Beute zu machen, Menschen bloßzustellen, zu diffamieren, fertigzumachen, lehne ich ab.“ Mit Blick auf die ausschließlich durch Werbung und aus wirtschaftlichem Interesse finanzierten Fernsehsender in der Bundesrepublik kritisierte er: „Vieles, was die privaten Anbieter derzeit als Informationssendung ausgeben, ist nichts anderes als Etikettenschwindel, befriedigt allenfalls Schaulust und Sensationsgier. Statt Information und Aufklärung bieten sie Sensation und Krawall.“
1995 spitzte Bresser seine Kritik zu und beschrieb im Spiegel-Special unter dem Titel Lori, Dori, Larifari – Information im Fernsehen droht zum Entertainment zu verkommen den Verfall der Trennlinie zwischen Information und Infotainment, indem Journalismus und Unterhaltung derart unkenntlich vermischt werde, dass „die Absicht, Wirklichkeit zu vermitteln, Zusammenhänge zu erhellen und Hintergründe aufzuklären“ auf der Strecke bliebe, sich der distanzlose Journalist mitunter selbst als Akteur inszenierte. Mit der Diskussionssendung Berlin Mitte setzte Bresser 1999 ein nachhaltiges Zeichen für den Polittalk im ZDF – die Sendung wurde sieben Jahre später nach ihrer Moderatorin, der politischen Redakteurin Maybrit Illner, benannt.
Ende 1999, im letzten Jahr seiner 12-jährigen Amtszeit, gelang Bresser zusammen mit Thomas Bellut der Scoop, als Altbundeskanzler Helmut Kohl vor laufenden Fernsehkameras einräumte, an der CDU-Parteikasse mehr als zwei Millionen D-Mark vorbeigeleitet zu haben. Die Einlassung Kohls verschärfte die CDU-Spendenaffäre und führte zur Wahl Angela Merkels als Parteivorsitzende.
Zum 1. April 2000 wechselte die ZDF-Chefredaktion zu Nikolaus Brender, und Bresser erhielt von der Gesellschaft für deutsche Sprache den Medienpreis für Sprachkultur. In seiner Dankesrede veranschaulichte er die zerstörerische Kraft des zunehmend sorglosen Umgangs mit Worten. Unter dem Titel: Wider die Zlatkoisierung des Fernsehens wies er auf die zunehmende Verflachung von Sprache in bestimmten Fernsehformaten hin, in denen „Sprachverhunzer aus Vorsatz und aus Prinzip“ agierten, da sie als „Teil einer Unterhaltungsindustrie, die Dummdeutsch als marktgängig erkannt hat“ und zusammen mit dem „Geschäftstrieb von Produzenten, Programm- und Senderchefs […] aus immer mehr Teilen des Fernsehens einen Rummelplatz“ machten. Überdies kritisierte er 2002 die Übergabe von Talkshows an Moderatoren wie Alfred Biolek, Reinhold Beckmann und Johannes B. Kerner. Insbesondere warnte Bresser vor der Entwicklung eines Infotainments, in dem die Relevanz des öffentlich-rechtlichen Bildungsauftrags aus dem Zentrum geriete. Seine Aussage provozierte eine Rüge der Vereinigung der Rundfunk-, Film- und Fernsehschaffenden im ZDF. Zudem erwartete die VRFF, dass Bresser von seinem geplanten Gespräch bei Was nun, …? mit Bundespräsident Johannes Rau freiwillig zurücktrete; das Manager Magazin reagierte darauf mit dem Artikel: Der Nestbeschmutzer soll schweigen.

### Talkmaster bei n-tv in Berlin
Ab September 2002 übernahm Bresser im privatrechtlichen Nachrichtensender n-tv das Format Talk in Berlin des scheidenden Erich Böhme. Die 90-minütige Sendung moderierte Bresser jeden Sonntag bis zur Einstellung im November 2003.

## Sachbuchautor
Bresser schrieb Sachbücher und Essays zu Themen wie Wählerschaften in Demokratien, Parteien und Medien, über Moral und journalistische Ethik, über die Revolution in Bildern und den Krieg ohne Bilder, den Bildschirm als Pranger, und die Suche nach Wahrheit. Als Herausgeber von Sonntagsgespräch veröffentlichte er 15 Interviews der gleichnamigen Sendung als Transkription. Neben Joseph Weizenbaums Wissenschaftskritik zur Künstlichen Intelligenz und Turing-Tests, z. B. das Gespräch mit Heinrich Albertz über seine Meinungsfreiheit ohne Belastung durch öffentliche Ämter, die Angst der Berufspolitiker vor dem Scheitern und ins Nichts zu fallen, über Freiräume für Minderheiten, und über die mangelnde Wahrnehmung der Leistung der Roten Armee an der Befreiung Deutschland aus der NS-Diktatur (9. Juni 1985, Seite 11 ff.). Den Literaturhistoriker und Schriftsteller Walter Jens befragte Bresser 1986 über Rhetorik und sein Vertrauen in die politischen Vertreter der Bundesrepublik. In der siebenbändigen Reihe Karikaturen des Jahres beschrieb Bresser das Weltgeschehen seit dem Zusammenbruch des Ostblocks bis 1998 in zugespitzten Bildunterschriften.
Nach seiner Zeit als Fernsehredakteur blieb Bresser der kritischen Beobachtung der medialen Entwicklung treu: z. B. 2008 bei den Kleinwalsertaler Dialogen mit Hubert Christian Ehalt zum Thema: „Täuschung und Wahrheit – verdummen uns die Medien?“ 2016 erklärte er: „Von den sogenannten sozialen Medien haben wir uns eine Demokratisierung der Kommunikation erhofft. Aber der Diskurs hat sich weniger demokratisiert als polarisiert, ja brutalisiert.“ Andererseits habe sich der privatrechtliche Rundfunk in den Nachrichteninhalten dem öffentlich-rechtlichen angenähert.
Trotz einer Parkinson-Erkrankung arbeitet er an weiteren Publikationen.

## Privatleben und gesellschaftliches Engagement
Seit 1975 ist Bresser zum zweiten Mal verheiratet. Er lebt mit seiner Frau Evelyn, die aus dem Handel und der Präsentation von Designermode kommt, in Berlin und Wiesbaden. Seit 2015 engagiert sich das Paar für Kriegsflüchtlinge.

## Hanns-Joachim-Friedrichs-Preis
Bei dem von Jürgen Flimm zum Tod von Hanns Joachim Friedrichs 1995 initiierten Hanns-Joachim-Friedrichs-Preises für Fernsehjournalismus e. V. gehört Klaus Bresser zu den 15 Gründungsmitgliedern.

## Das Medienprojekt www.klausbresser.tv
An der Hochschule RheinMain entstand unter der Professur von Alexander Moutchnik eine digitale Dokumentation über den journalistischen Zeitzeugen Klaus Bresser. Das Material umfasst eine Auswahl seiner zum Teil handschriftlichen Notizen, audiovisuelle Zitate u. a. vom heute journal, dem Politbarometer, von der Bonner Runde am Wahlabend 1990 und zur Berichterstattung zum Unfalltod von Diana, Princess of Wales 1997.